# Französische Rugby-Union-Meisterschaft 1953/54
Die Saison 1953/54 war die 55. Austragung der französischen Rugby-Union-Meisterschaft (französisch Championnat de France de rugby à XV). Sie umfasste 64 Mannschaften in der ersten Division (heutige Top 14).
Die Meisterschaft begann mit einer zweigeteilten Gruppenphase:
- Die 48 besten Mannschaften der vorherigen Saison trafen in acht Gruppen (A bis H) mit je sechs Mannschaften aufeinander. Es qualifizierten sich die Erst- bis Drittplatzierten sowie die vier besten Viertplatzierten für die Finalphase. Die vier schlechtesten Sechstplatzierten stiegen in die zweite Division ab.
- Die 16 schlechteren Teams der vorherigen Saison bildeten zwei Achtergruppen (I und J); die Erst- und Zweitplatzierten zogen ebenfalls in die Finalphase ein, während alle anderen zwölf Teams absteigen mussten.

Es folgten Sechzehntel-, Achtel-, Viertel- und Halbfinale. Im Endspiel, das am 23. Mai 1954 im Stadium Municipal in Toulouse stattfand, trafen die zwei Halbfinalsieger aufeinander und spielten um den Bouclier de Brennus. Dabei setzte sich der FC Grenoble gegen die US Cognac durch und errang den bisher einzigen Meistertitel in der Vereinsgeschichte.

## Gruppenphase
|    | Team       | Siege | Unent. | Ndlg. | Spiel- punkte | Diff. | Tabellen- punkte |
| -- | ---------- | ----- | ------ | ----- | ------------- | ----- | ---------------- |
| 1. | FC Lourdes | 10    | 0      | 0     | 221:55        | + 166 | 30               |
| 2. | US Dax     | 6     | 0      | 4     | 96:74         | + 22  | 22               |
| 3. | RC Toulon  | 5     | 2      | 3     | 75:74         | + 1   | 22               |
| 4. | RC Vichy   | 4     | 2      | 4     | 78:77         | + 1   | 20               |
| 5. | CA Bègles  | 1     | 3      | 6     | 37:85         | − 48  | 15               |
| 6. | FC Oloron  | 0     | 1      | 9     | 24:166        | − 142 | 11               |

|    | Team                  | Siege | Unent. | Ndlg. | Spiel- punkte | Diff. | Tabellen- punkte |
| -- | --------------------- | ----- | ------ | ----- | ------------- | ----- | ---------------- |
| 1. | Paris Université Club | 6     | 2      | 2     | 62:43         | + 19  | 24               |
| 2. | SU Agen               | 6     | 1      | 3     | 80:34         | + 46  | 23               |
| 3. | Stade Montois         | 6     | 1      | 3     | 94:52         | + 42  | 23               |
| 4. | RC Narbonne           | 3     | 1      | 6     | 62:83         | − 21  | 17               |
| 5. | US Tyrosse            | 3     | 1      | 6     | 38:82         | − 44  | 17               |
| 6. | USA Limoges           | 3     | 0      | 7     | 42:84         | − 42  | 16               |

|    | Team             | Siege | Unent. | Ndlg. | Spiel- punkte | Diff. | Tabellen- punkte |
| -- | ---------------- | ----- | ------ | ----- | ------------- | ----- | ---------------- |
| 1. | US Cognac        | 7     | 2      | 1     | 138:19        | + 119 | 26               |
| 2. | AS Béziers       | 6     | 0      | 4     | 80:38         | + 42  | 22               |
| 3. | CA Périgueux     | 4     | 2      | 4     | 45:61         | − 16  | 20               |
| 4. | Aviron Bayonnais | 4     | 2      | 4     | 102:97        | + 5   | 20               |
| 5. | Stade Rochelais  | 3     | 2      | 5     | 37:119        | − 82  | 18               |
| 6. | AS Soustons      | 1     | 2      | 7     | 31:99         | − 68  | 14               |

|    | Team               | Siege | Unent. | Ndlg. | Spiel- punkte | Diff. | Tabellen- punkte |
| -- | ------------------ | ----- | ------ | ----- | ------------- | ----- | ---------------- |
| 1. | Stade Lavelanétien | 5     | 2      | 3     | 74:45         | + 29  | 22               |
| 2. | FC Auch            | 5     | 2      | 3     | 82:57         | + 25  | 22               |
| 3. | AS Montferrand     | 6     | 0      | 4     | 91:76         | + 15  | 22               |
| 4. | Biarritz Olympique | 6     | 0      | 4     | 78:78         | ± 0   | 22               |
| 5. | Castres Olympique  | 4     | 2      | 4     | 87:72         | + 15  | 20               |
| 6. | Boucau Stade       | 1     | 0      | 9     | 55:139        | − 84  | 12               |

|    | Team             | Siege | Unent. | Ndlg. | Spiel- punkte | Diff. | Tabellen- punkte |
| -- | ---------------- | ----- | ------ | ----- | ------------- | ----- | ---------------- |
| 1. | USA Perpignan    | 8     | 0      | 2     | 90:31         | + 59  | 26               |
| 2. | US Carmaux       | 7     | 1      | 2     | 83:20         | + 63  | 25               |
| 3. | Stade Toulousain | 6     | 0      | 4     | 94:54         | + 40  | 22               |
| 4. | FC Grenoble      | 5     | 1      | 4     | 69:51         | + 18  | 21               |
| 5. | US Montauban     | 2     | 0      | 8     | 45:122        | − 77  | 14               |
| 6. | Valence Sportif  | 1     | 0      | 9     | 40:143        | − 103 | 12               |

|    | Team          | Siege | Unent. | Ndlg. | Spiel- punkte | Diff. | Tabellen- punkte |
| -- | ------------- | ----- | ------ | ----- | ------------- | ----- | ---------------- |
| 1. | CS Vienne     | 9     | 1      | 0     | 128:42        | + 86  | 29               |
| 2. | US Bressane   | 5     | 1      | 4     | 78:68         | + 10  | 21               |
| 3. | AS Roanne     | 5     | 1      | 4     | 51:44         | + 7   | 21               |
| 4. | Lyon OU       | 4     | 0      | 6     | 56:61         | − 5   | 18               |
| 5. | CO Le Creusot | 3     | 0      | 7     | 53:98         | − 45  | 16               |
| 6. | US Montélimar | 2     | 1      | 7     | 18:71         | − 53  | 15               |

|    | Team                  | Siege | Unent. | Ndlg. | Spiel- punkte | Diff. | Tabellen- punkte |
| -- | --------------------- | ----- | ------ | ----- | ------------- | ----- | ---------------- |
| 1. | US Romans             | 6     | 3      | 1     | 44:17         | + 27  | 25               |
| 2. | Racing Club de France | 5     | 2      | 3     | 97:86         | + 11  | 22               |
| 3. | Stadoceste Tarbais    | 4     | 3      | 3     | 77:58         | + 19  | 21               |
| 4. | US Bergerac           | 4     | 2      | 4     | 89:52         | + 37  | 20               |
| 5. | CA Brive              | 3     | 2      | 5     | 61:76         | − 15  | 18               |
| 6. | Stade Aurillacois     | 1     | 2      | 7     | 32:111        | − 79  | 14               |

|    | Team              | Siege | Unent. | Ndlg. | Spiel- punkte | Diff. | Tabellen- punkte |
| -- | ----------------- | ----- | ------ | ----- | ------------- | ----- | ---------------- |
| 1. | SC Mazamet        | 6     | 2      | 2     | 84:61         | + 23  | 24               |
| 2. | Section Paloise   | 5     | 1      | 4     | 81:51         | + 30  | 21               |
| 3. | SC Tulle          | 5     | 1      | 4     | 55:60         | − 5   | 21               |
| 4. | SC Angoulême      | 5     | 0      | 5     | 50:44         | + 6   | 20               |
| 5. | SC Graulhet       | 3     | 0      | 7     | 53:98         | − 45  | 18               |
| 6. | US Côte-Vermeille | 3     | 0      | 7     | 46:72         | − 26  | 16               |

In den Achtergruppen qualifizierten sich:
- SC Albi
- Stade Bagnérais
- Stade Niortais
- TOEC

## Finalphase

### 1/16-Finale
| Datum          | Begegnung                               | Ergebnis |
| -------------- | --------------------------------------- | -------- |
| 25. April 1954 | FC Grenoble − SC Mazamet                | 14:12    |
| 25. April 1954 | SU Agen − SC Tulle                      | 11:0     |
| 25. April 1954 | CS Vienne − TOEC                        | 12:03    |
| 25. April 1954 | Section Paloise − Racing Club de France | 08:03    |
| 25. April 1954 | US Romans − US Bergerac                 | 08:03    |
| 25. April 1954 | US Bressane − Stadoceste Tarbais        | 10:06    |
| 25. April 1954 | USA Perpignan − Stade Niortais          | 18:0     |
| 25. April 1954 | Stade Toulousain − RC Toulon            | 14:0     |
| 25. April 1954 | US Cognac − SC Albi                     | 06:03    |
| 25. April 1954 | Biarritz Olympique − Stade Lavelanétien | 15:0     |
| 25. April 1954 | AS Béziers − US Dax                     | 11:06    |
| 25. April 1954 | SC Angoulême − Paris Université Club    | 06:03    |
| 25. April 1954 | FC Lourdes − Stade Bagnérais            | 27:0     |
| 25. April 1954 | AS Roanne − Stade Niortois              | 08:06    |
| 25. April 1954 | AS Montferrand − FC Auch                | 08:03    |
| 25. April 1954 | US Carmaux − CA Périgueux               | 08:0     |

### Achtelfinale
| Datum       | Begegnung                        | Ergebnis |
| ----------- | -------------------------------- | -------- |
| 2. Mai 1954 | FC Grenoble − SU Agen            | 11:3     |
| 2. Mai 1954 | CS Vienne − Section Paloise      | 09:6     |
| 2. Mai 1954 | US Romans − US Bressane          | 12:6     |
| 2. Mai 1954 | USA Perpignan − Stade Toulousain | 11:0     |
| 2. Mai 1954 | US Cognac − Biarritz Olympique   | 22:5     |
| 2. Mai 1954 | AS Béziers − SC Angoulême        | 03:0     |
| 2. Mai 1954 | FC Lourdes − AS Roanne           | 17:0     |
| 2. Mai 1954 | AS Montferrand − US Carmaux      | 03:0     |

### Viertelfinale
| Datum       | Begegnung                   | Ergebnis |
| ----------- | --------------------------- | -------- |
| 9. Mai 1954 | FC Grenoble − CS Vienne     | 03:0     |
| 9. Mai 1954 | US Romans − USA Perpignan   | 08:6     |
| 9. Mai 1954 | US Cognac − AS Béziers      | 03:0     |
| 9. Mai 1954 | FC Lourdes − AS Montferrand | 17:8     |

### Halbfinale
| Datum        | Begegnung               | Ergebnis |
| ------------ | ----------------------- | -------- |
| 16. Mai 1954 | US Cognac − FC Lourdes  | 21:20    |
| 16. Mai 1954 | FC Grenoble − US Romans | 08:05    |

### Finale
| 23. Mai 1954 | FC Grenoble                                      | 5 : 3         | US Cognac                | Stadium Municipal, Toulouse Zuschauer: 34.230 Schiedsrichter: Roger Taddéï |
| 23. Mai 1954 | Versuche: Lanfranchi (1) Erhöhungen: Échevet (1) | (0:3) Bericht | Straftritte: Meynard (1) | Stadium Municipal, Toulouse Zuschauer: 34.230 Schiedsrichter: Roger Taddéï |

Aufstellungen
FC Grenoble: Roger Baque, Guy Belletante, Innocent Bionda, Pierre Claret, Henri Coquet, René Duhau, Georges Échevet, Sergio Lanfranchi, Jean Liénard, René Martin, André Morel, Duilio Parolai, Michel Pliassof, Paul Rein, Eugène Smogor
US Cognac: Gérard Béhotéguy - René Biénès, Gérard Dumont, Jean Lagrange, Guy Mauroux, Jacques Meynard, Robert Porchier, Alain Puissant, Francis Puissant, Pierre Raboteau, Francis Robert, Crescent Rouby, René Savin, Raymond Sureau, Pierre Tissandier